# Murgese

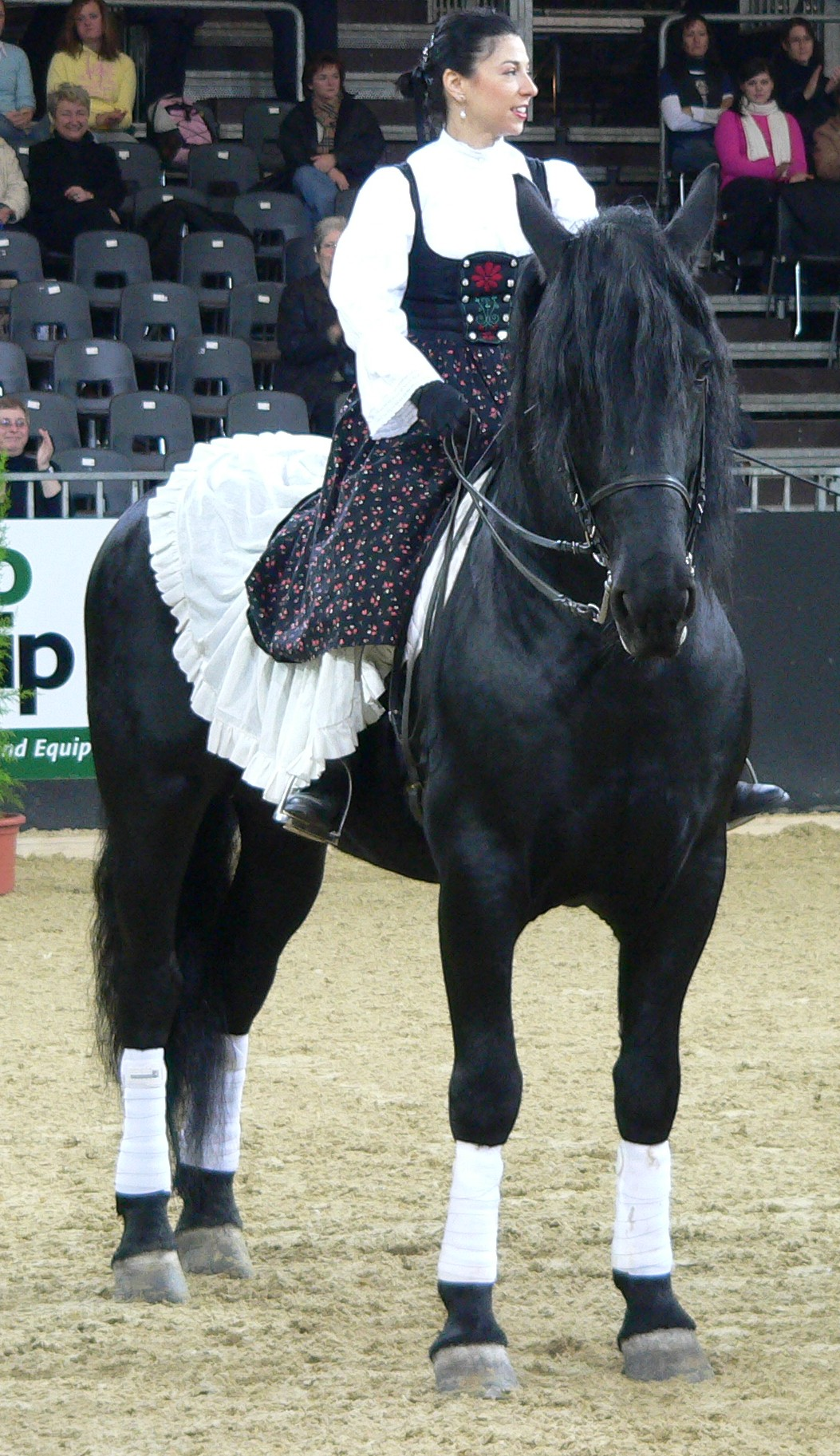
Un Murgese

Il Murgese è una razza equina italiana. È originario delle Murge, una regione geografica della Puglia e Basilicata, da cui deriva il nome. Si tratta di un territorio inospitale, che ha trasmesso a questa razza una grande rusticità e frugalità. Essendo impiegato per percorrere sentieri ripidi e rocciosi sono stati selezionati animali con arti robusti e zoccoli molto solidi, adatti per muoversi velocemente e con grande sicurezza nonostante la corporatura massiccia.
La tranquillità, unita alla fierezza e alla resistenza fisica, sono alcune caratteristiche che contraddistinguono i cavalli di razza murgese, oltre al caratteristico mantello morello che, se esposto al sole, appare lucido ed uniforme.

## Storia
Le origini del Murgese risalgono all'epoca della dominazione spagnola nell'Italia meridionale. Stalloni arabi, berberi e andalusi contribuirono in modo determinante alla sua formazione. Molti stalloni miglioratori furono importati, intorno al 1500, da Andrea Matteo Acquaviva, Conte di Conversano, che aveva una predilezione per questi cavalli.

## Tratti caratteristici

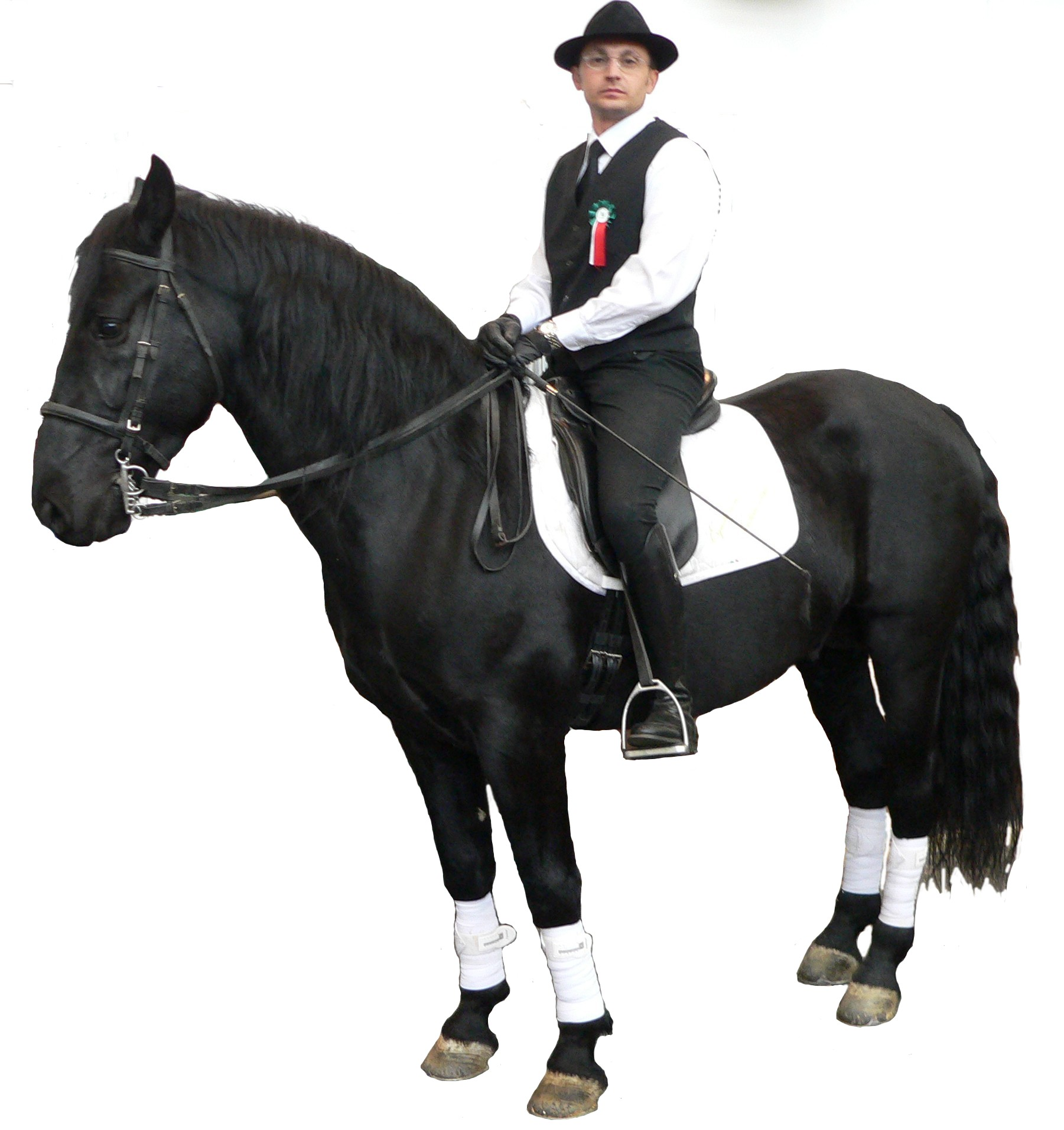
Murgese

- statura : 155–168 cm.(maschi) -   150–162 cm.(femmine)
- testa di media lunghezza non leggera, ma assolutamente mai grossolana, a profilo montonino (per le linee più tradizionali) o rettilineo, mai camuso;
- occhi dolci e vivaci;
- fronte larga;
- narici ampie;
- orecchie di media grandezza ma ben diritte;
- garrese largo e poco rilevato, con linea dorso-lombare quasi sempre corretta;
- arti con buona intelaiatura  scheletrica e masse muscolari ben sviluppate;
- zoccoli molto resistenti e di colore nero, con unghia forte e compatta;
- mantello generalmente morello, più raramente roano grigio-ferro testa di moro.

La stella bianca sulla fronte non è assolutamente tollerata, come nessun altro segno bianco, poiché il mantello morello corvino zaino (cioè uniforme) è il risultato di secoli di selezione che hanno portato a constatare che gli zoccoli scurissimi (sovrastati da gambe prive di balzane) erano i più adatti a calpestare il pietroso terreno delle Murge. Inoltre il mantello morello era l'unico presente sino agli anni cinquanta, quando uno stallone lipizzano (Neapolitano steaka), utilizzato per rinsanguare una razza di cui il lipizzano stesso è parente, trasmise in linea femminile il mantello grigio con estremità ed arti scurissimi (e per questo tollerato dagli allevatori), che non intaccava la funzionalità del cavallo ma che aggiungeva ulteriore fascino ad una razza pura e millenaria

## Utilizzi

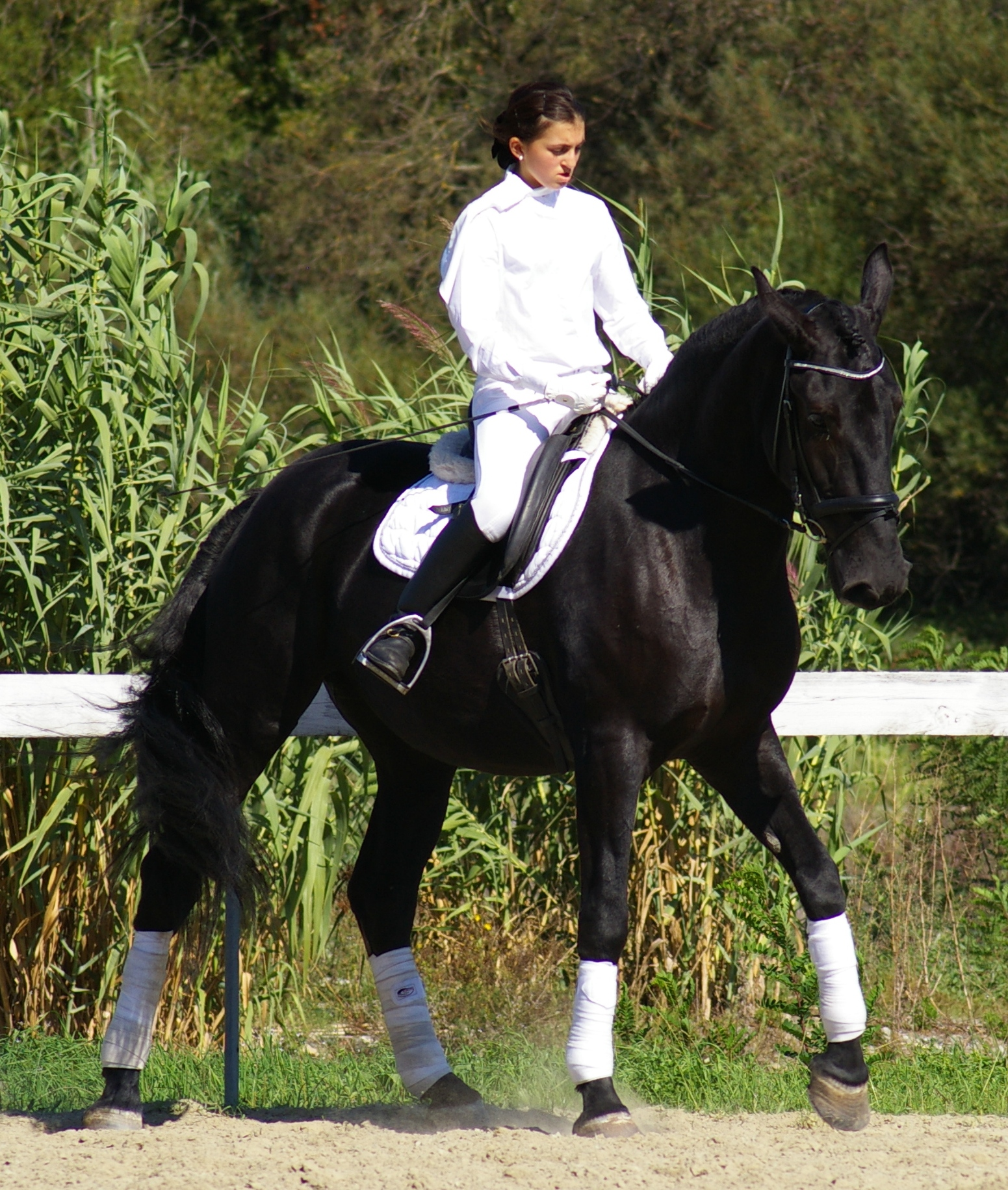
Murgese in Dressage

Grazie alle attente selezioni e agli sforzi compiuti dagli allevatori per mantenere pura la razza, con il passare degli anni questo cavallo ha dimostrato di avere delle ottime attitudini, tanto che oggi l'allevamento di questa razza è in forte espansione.
Del resto, gli esemplari di razza murgese sono cavalli docilissimi che si abituano facilmente a essere adoperati per la monta inglese. Proprio per questo, sono molto adatti al turismo equestre e all'equitazione di campagna. Inoltre il loro portamento fiero ed esuberante, unito ad una veloce capacità di apprendimento, li rendono particolarmente spettacolari se utilizzati in caroselli e manifestazioni di arte equestre. Nonostante la sua nobiltà, (era la cavalcatura dei nobilotti pugliesi del XVI secolo), è un cavallo di poche pretese, molto robusto e resistente, è un gran lavoratore per natura ed è ideale anche per gli attacchi.
Alcune linee di sangue sono ideali per gli attacchi, altre risultano molto apprezzate nel dressage e nell'Alta Scuola. Alcuni soggetti sono quasi fossili viventi poiché soddisfano in pieno i requisiti richiesti al cavallo già durante il periodo Barocco.
Altre linee di sangue invece hanno un aspetto più "moderno" e conservano un carattere più caldo ma altrettanto propenso al lavoro ed all'apprendimento ed hanno un aspetto incredibilmente nobile e fiero. Attualmente la razza "non" è ancora ben rappresentata ai massimi livelli dello sport, anche se sempre più cavalieri professionisti scelgono un murgese per le competizioni di monta da lavoro, attacchi e dressage. Il Murgese infatti, pur essendo nato nei luoghi che furono la culla dell'arte equestre (Regno di Napoli), in epoca moderna ha pagato la mancanza di cultura sportiva equestre e di tecnici competenti nel Sud Italia. Oggi la priorità individuata dagli operatori del settore, è quella di formare tecnici che sappiano utilizzare questi meravigliosi soggetti, non solo sfruttandone la naturale spettacolarità, ma che sappiano anche ricondurre il murgese ad un utilizzo corretto sotto l'aspetto tecnico nelle rispettive discipline. Solo così il Murgese, quale razza italiana, potrà competere con razze estere più apprezzate dal mercato, ma non per questo più nobili o qualitative (come il Lusitano, l'Andaluso o il Lipizzano).
Da gennaio 2017, tra i cavalli della Guardia d'Onore del Reggimento Corazzieri, di rappresentanza del Presidente della Repubblica, sono stati inseriti, per la prima volta, tre Murgesi. Naturalmente, considerata l'importanza di tale compito, sono stati scelti tra quelli più slanciati e di indole migliore.
Il cavallo murgese si presta bene anche per la produzione di latte, infatti da prove effettuate nel 2001 presso il Dipartimento di produzione animale della Facoltà di Agraria di Bari su un campione di giumente pluripare (4ª - 7ª lattazione) allevate in aziende della Murgia Barese, è stata riscontrata una produzione media giornaliera di latte, alla fine del primo mese, di 13 kg/capo, produzione scesa a 9 alla fine del terzo mese e di 7,03 alla fine del sesto mese. Dal punto di vista qualitativo il latte della giumenta Murgese a 30 giorni dal parto annovera un tenore di 16,4% di residuo secco, 2,38% di proteine, 1,04% di grasso e di 6,94% di lattosio.

## Sede ufficiale e manifestazioni
L'IRIIP (Istituto regionale incremento ippico per la Puglia) ha la sua sede a Foggia in Via Romolo Caggese. Gli allevatori ogni anno nei primi giorni di dicembre, nelle rassegne di Martina Franca (organizzata dall'ANAMF) e di Noci (organizzata dall'ARCM), si riuniscono per partecipare e mostrare i loro soggetti migliori (maschi e femmine).
I murgesi sono anche tra i protagonisti di Fieracavalli, la più grande manifestazione equestre in Italia, che si tiene ogni anno a Verona ad inizio novembre.